# The Sims 2: Skeppsbruten
The Sims 2: Skeppsbruten (engelsk titel: The Sims 2: Castaway) är en spinoff-version av The Sims 2-spelserien som släpptes år 2007. Spelet finns till spelkonsolerna Nintendo DS, Playstation 2, Playstation Portable och Wii.

## Handling
Spelarens simmar råkar ut för en storm mitt ute på havet när de är ute med en båt. De faller överbord och vaknar upp på en öde ö. Om din besättning består av fler än en sim försvinner alla förutom den du väljer att starta spelet med, och din sim är därmed helt ensam. Man kan dock hitta sina besättningsmän under spelets gång, och kan då spela även med dem. 
Spelet går ut på att simmarna ska bygga upp bostäder och andra nödvändiga saker för att överleva på öde öar. Spelaren genomför olika uppdrag vilket ger simmarna belöningar, såsom nya ritningar till bland annat möbler, bostäder och mycket mera. Simmarna kommer under spelets gång att utföra olika uppdrag, bygga sina egna möbler och skydd, skaffa sin mat själv och helt enkelt överleva på tre olika öar. På den sista ön (den tredje) finns det en stor vulkan, som ibland får utbrott vilket leder till att simmarna ramlar och svimmar av för ett tag. Målet med spelet är att komma levande ifrån öarna, tillbaka till civilisationen.